# RM28685
RM28685 — хімічно пекулярна зоря спектрального класу
A й має видиму зоряну величину в смузі V приблизно 13,2.